# Машек, Вацлав
Вацлав Машек (словац. Václav Mašek; род. 21 марта 1941, Прага, Чехословакия) — чехословацкий футболист, нападающий.

## Клубная карьера
Дебютировал в футболе 1958 году выступлениями за «Спарту». Отыграл за команду двенадцать сезонов своей игровой карьеры. 29 ноября 1967 года сделал хет-трик в матче Кубка чемпионов против «Андерлехта» (3:2). В 1970 году перешёл состав команды «Дукла».
В команду «Спарта» вернулся в 1971 году. Завершил игровую карьеру в 1978 году.

## Карьера в сборной
В 1960 году дебютировал в официальных матчах в составе национальной сборной Чехословакии. В течение карьеры в национальной команде провел в её форме 16 матчей, забив 5 голов. В составе сборной был участником чемпионата мира 1962 года в Чили.